# Grimani (Familie)

Wappen der Grimani

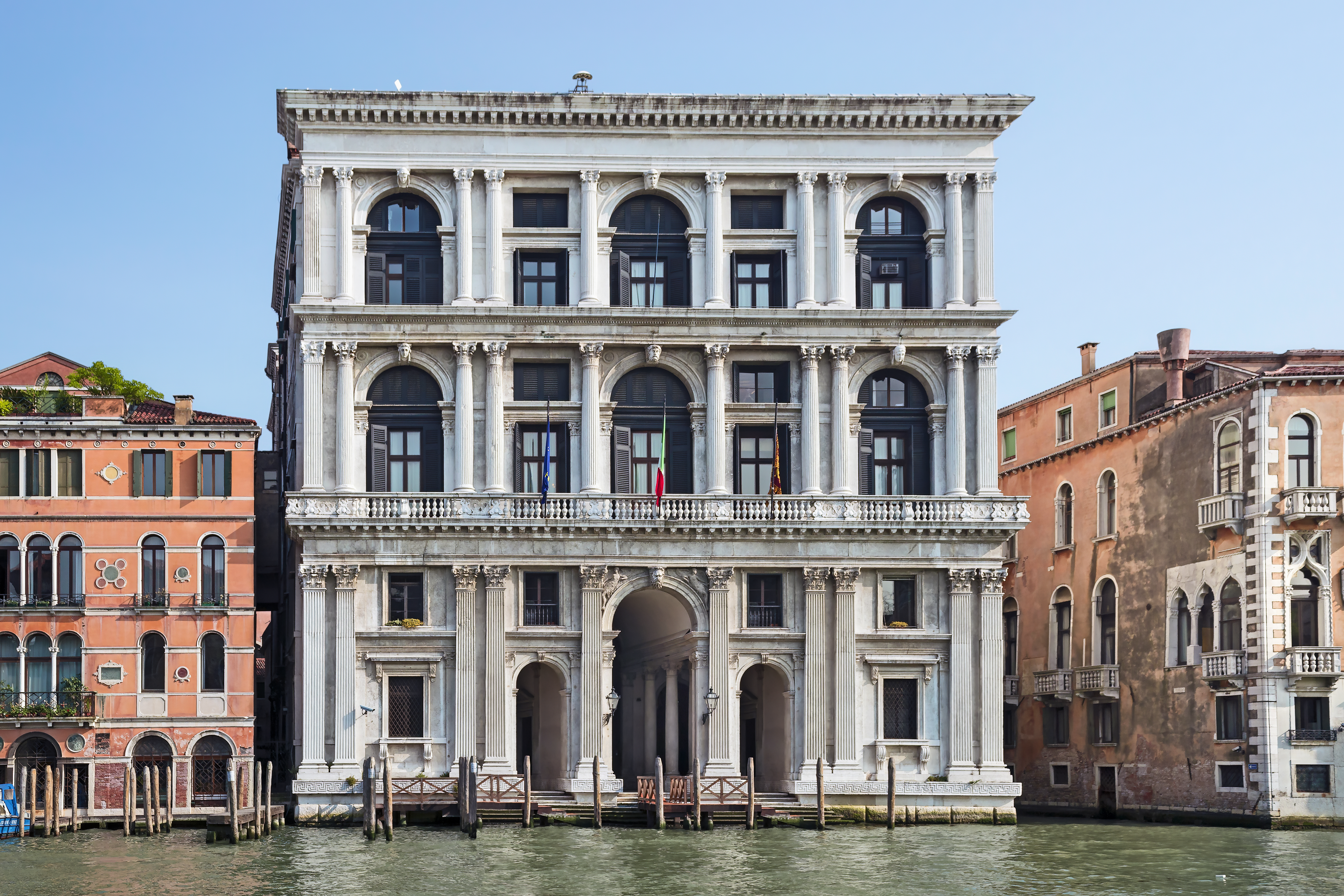
Palazzo Grimani

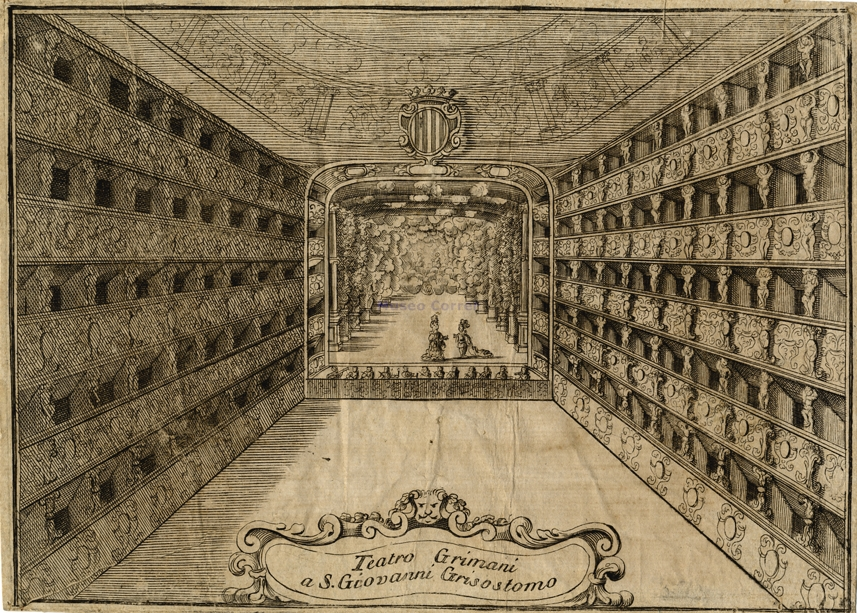
Innenansicht des Teatro San Giovanni Grisostomo, 1709

Grimani ist der Name einer venezianischen Patrizierfamilie, die wesentlichen Anteil an Venedigs Unternehmungen in der Levante hatte. Im 15. und 16. Jahrhundert standen ihre Vertreter am Zenit ihres Einflusses. Aus den Reihen der Grimani gingen drei Dogen Venedigs und auch mehrere Patriarchen von Aquileia hervor. Sie werden daher zu jenen 16 Geschlechtern gezählt, die als die „herzoglichen Häuser“ (case nuove ducali) bezeichnet werden, obgleich sie diesen Rang natürlich nicht erblich, sondern nur in der Person des jeweiligen Wahlherzogs besaßen (siehe: Patriziat von Venedig).
Girolamo Grimani ließ ab 1556 den Palazzo Grimani erbauen, ein Spätwerk des Architekten Michele Sanmicheli. Verschiedene Zweige der Familie Grimani besaßen in Venedig noch acht weitere Paläste aus unterschiedlichen Epochen, von denen heute noch sechs existieren.
Vincenzo Grimani heiratete 1608 Marina Calergi, die Erbtochter des Vettor Calergi, der 1589 den Palazzo Vendramin-Calergi erworben hatte. Die Calergi waren ein altes venezianisches Patriziergeschlecht griechischen Ursprungs und reich begütert auf Kreta, in der von 1212 bis zur türkischen Eroberung 1669 bestehenden venezianischen Kolonie Herzogtum Candia. 1739 fielen der Palast sowie einige Landvillen im Erbweg an Niccolò Vendramin, der den Namen Vendramin-Calergi annahm.
Die Grimanis erbauten mehrere Opernhäuser in Venedig, 1639 das Teatro Santi Giovanni e Paolo, 1656 das Teatro San Samuele (zunächst vor allem für Theateraufführungen) und 1678 das Teatro San Giovanni Grisostomo, die wesentlich zur Hochblüte der venezianischen Oper beitrugen. 1755 bauten sie das Teatro San Benedetto für dramatische Opern.

## Bekannte Namensträger
- Antonio Grimani (1434–1523), 76. Doge von Venedig
- Antonio Grimani (1587–1629), Patriarch von Aquileia
- Domenico Grimani (1461–1523), Kardinal und Patriarch von Aquileia
- Elisabetta Grimani (verst. 1792), Frau von Ludovico Manin, dem letzten Dogen von Venedig
- Filippo Grimani (1850–1921), Bürgermeister von Venedig
- Gerolamo Grimani (1500–1570), Prokurator von San Marco und venezianischer Mäzen
- Giovanni Grimani (1500–1593), Patriarch von Aquileia, Kunstsammler und Mäzen
- Marino Grimani (1488–1546), Kardinal, Patriarch von Aquileia und Konstantinopel
- Marco Grimani (1494–1544), Patriarch von Aquileia
- Maria Margherita Grimani, italienische Komponistin des 18. Jahrhunderts
- Marino Grimani (1532–1605), 89. Doge von Venedig
- Pietro Grimani (1677–1752), 115. Doge von Venedig
- Vettor Grimani (~1495–1558), venezianischer Mäzen
- Vincenzo Grimani (1655–1710), italienischer Kardinal und Vizekönig von Neapel-Sizilien

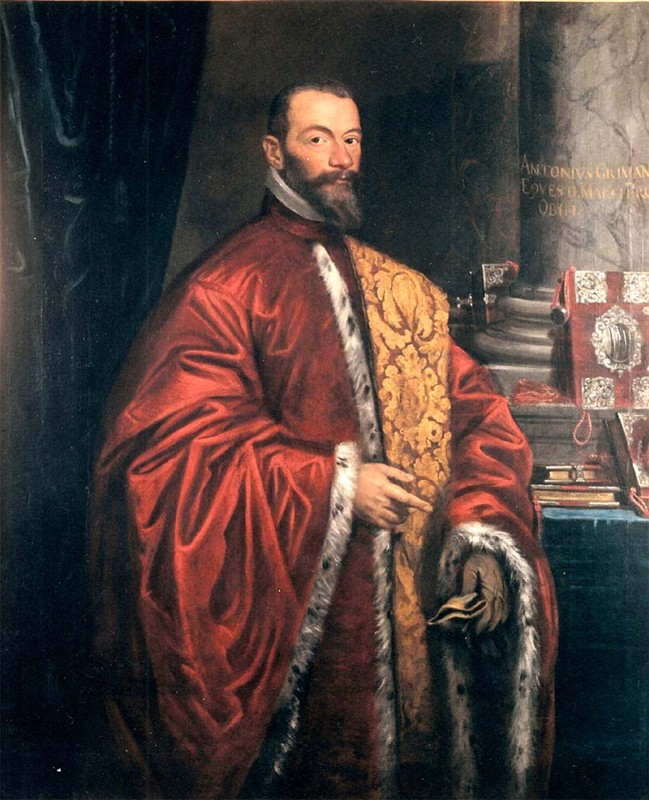
Antonio Grimani (1434–1523), 76. Doge
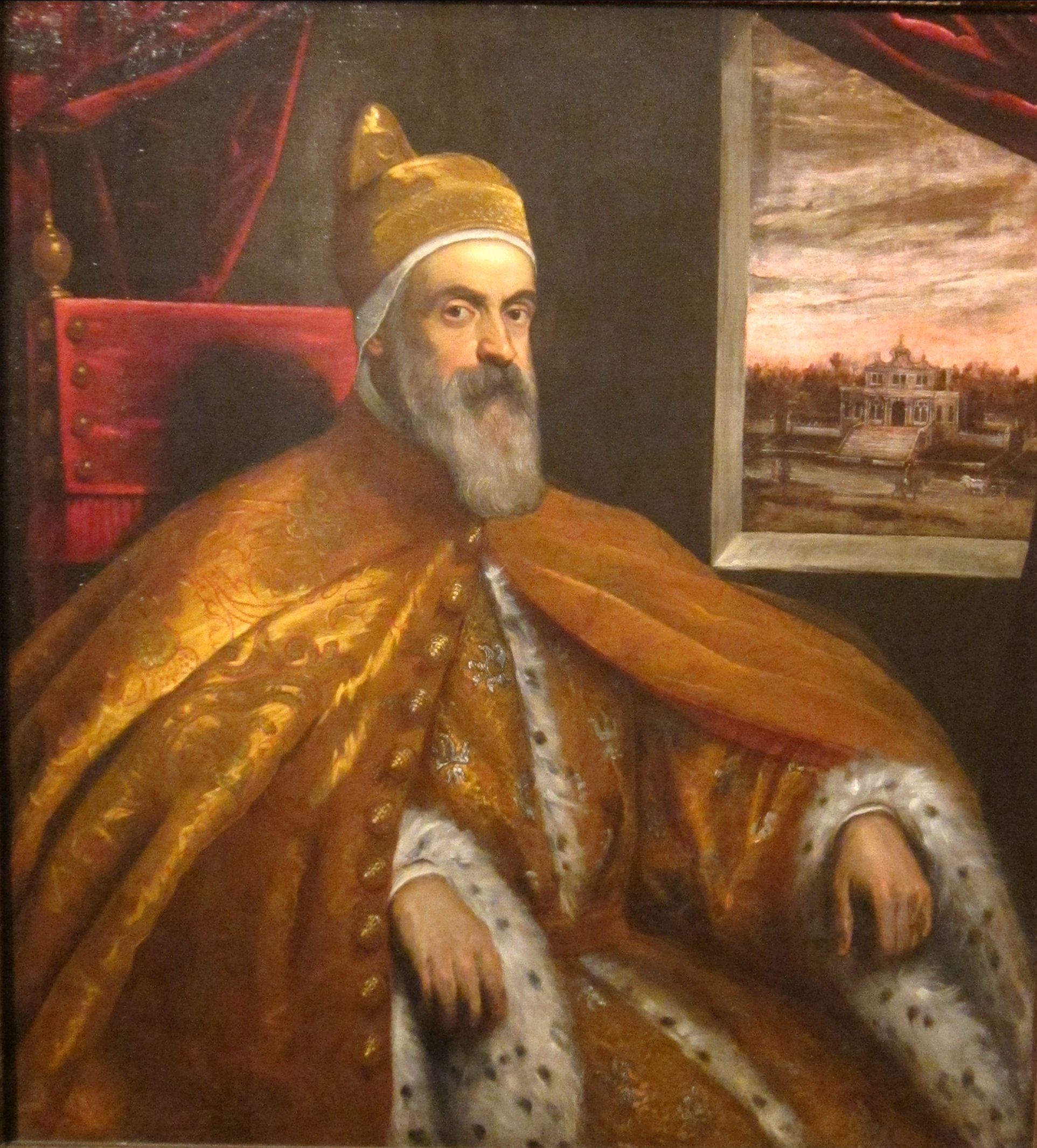
Marino Grimani (1532–1605), 89. Doge
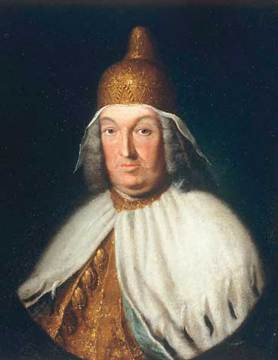
Pietro Grimani (1677–1752), 115. Doge